# 満済
満済（まんさい/まんぜい）は、南北朝時代から室町時代中期にかけての醍醐寺（真言宗）の僧。僧としては破格の准三后を授かったことから、満済准后（まんさい じゅごう）、法身院准后（ほっしんいん じゅごう）、三宝院満済（さんぼういん -）としても知られる。安土桃山時代の義演准后と並んで醍醐寺中興の祖として知られる。

## 生涯
父は従一位・権大納言今小路基冬。満済は『尊卑分脈』によって基冬の孫と考えられてきた。しかし、満済は基冬の子であることが判明している。母は聖護院房官法印源意の娘・白川殿。生家の今小路家は関白二条兼基の子良冬を始祖とする。
母が室町幕府3代将軍・足利義満の御台所・日野業子に仕えていた縁で義満の猶子となる。応永2年（1395年）11月に三宝院24世門跡であった定忠が義満の不興を買って追放されると、12月1日に報恩院隆源のもとで得度し、同時に三宝院25世門跡・醍醐寺第74代座主となり、更に大僧都に任命された。その際、義満から偏諱の授与を受けて満済と号す。翌応永3年9月16日には出家した義満に同行して延暦寺において義満と共に受戒している。
足利義満の意向を背景に僧侶としての正式な第一歩となる受戒よりも門跡・座主・大僧都任命が優先されたが、伝法灌頂を受けるために必要な四度加行全て規定通りに終了し、更に鎌倉時代に発生した三宝院の法流分裂以降分かれていた各派の教説の全ての習得を応永19年（1412年）までに終え、更に高野山無量寿院の長覚からも教えを受けるなど、当時の僧侶の中でも群を抜く勉学と修行によってその負い目を克服した。義満もその事情を知悉しており、満済が護持僧に起用されたのは義満の死去直後である応永15年（1408年）8月以降のことであった。
応永2年（1395年）から永享6年（1434年）までは醍醐寺第74代座主も務め、これ以後三宝院門跡が醍醐寺座主を兼ねるのが例となった。その間東寺長者・四天王寺別当などをも兼ね、応永16年（1409年）には法務に任じられ、ついで大僧正の位に上る。正長元年（1428年）には三宝院門跡として初めて准三后の宣旨を授かった。
義満とその子である4代将軍義持・6代将軍義教の信任が厚く、内政・外交などの幕政に深く関与し、黒衣の宰相の異名を取った。特に籤引き将軍・義教を登場させたのは満済の功によるところが大きく、さしもの恐怖政治を行った義教も満済の建言には従うことが多かったという。幕政の中枢にありながら情勢を冷静に判断し、人情に厚い満済の態度は、同時代人から「天下の義者」（伏見宮貞成親王『看聞日記』）と賞賛された。
満済が具注暦の裏にその日の出来事を記録しておいたものが『満済准后日記』（『法身院准后記』）で、応永18年（1411年）から入滅の年までの記事があり、自筆本も伝存する（現在は醍醐寺と国立国会図書館蔵。共に、重要文化財）。室町殿護持僧として祈祷だけでなく、当時の政治情勢が克明に記録してあり、室町中期の極めて重要な史料となっている。その筆跡は傑僧とはほど遠い俗書である。